# LGV Pékin - Tianjin
La ligne à grande vitesse (intercité) Pékin - Tianjin, ou LGV Jing-jin (chinois simplifié : 京津城际铁路 ; chinois traditionnel : 京津城際鐵路 ; pinyin : Jing Jin Chengji Tielu) est une ligne à grande vitesse de 114 km de long reliant Pékin (Beijing) et Tianjin, en Chine. Conçue pour être parcourue à une vitesse maximale de 350 km/h, elle est en service commercial depuis le 1er août 2008.
Les trains Hexie CRH3 circulent sur cette ligne à 300 km/h mais ont circulé à 350 km/h du 1er août 2008 au 1er juillet 2011, devenant ainsi à l'ouverture de la ligne les trains conventionnels les plus rapides au monde,. Avec le déploiement du nouveau train Fuxing CR400, la vitesse commerciale va revenir à 350 km/h.

## Histoire
Cette ligne est la première en Chine à être construite pour être parcourue à plus de 300 km/h, et même 350 km/h à l'avenir. Le trajet entre Pékin et Tianjin dure 30 minutes.
Le 24 juin 2008, un CRH3 atteignit la vitesse de 394,3 km/h sur cette ligne.
Le 1er août 2008, la ligne entre en service commercial avant les jeux olympiques d'été de 2008, réduisant ainsi le temps de parcours entre Pékin et Tianjin de 70 à 30 minutes.

## Caractéristiques

### Ligne
La ligne fait exactement 113,544 km de long, dont environ 100 km en viaduc et les derniers 17 km sur un remblai. Le coût total de la ligne fut d'environ 2 milliards de dollars américains. 

### Signalisation
La signalisation utilise l'ETCS niveau 1.

### Gares
La ligne possède deux gares terminales : la gare de Pékin-Sud et la gare de Tianjin, ainsi que trois gares intermédiaires Yizhuang, Yongle et Wuqing.